# Nihonogomphus pulcherrima
Nihonogomphus pulcherrima är en trollsländeart som först beskrevs av Fraser 1927.  Nihonogomphus pulcherrima ingår i släktet Nihonogomphus och familjen flodtrollsländor. Inga underarter finns listade i Catalogue of Life.